# Tu quoque
Tu quoque (с лат. — «Ты тоже», менее формально — «Посмотри на себя!», апелляция к ханжеству) — логическая ошибка, которая представляет собой попытку дискредитировать логику и оправданность позиции оппонента, основываясь на том, что сам оппонент не придерживается данной позиции по отношению к себе или другим. Уловка состоит в том, чтобы увязать личную позицию и действия оппонента с логическими рассуждениями, приводимыми им.
Пример 1:
А: Я — твой друг, а ты ко мне относишься очень плохо.
Б: Ты сам плохо относишься к людям, так что молчи!
Из данного примера видно, что логичное заявление оппонента А о том, что к друзьям необходимо хорошо относиться (согласно общепринятому определению понятия дружбы) оспаривается оппонентом Б на основании того, что А в своей жизни сам часто нарушает это правило. Однако корректность логического рассуждения говорящего никак не может зависеть от его личной позиции и не дает оппоненту возможности логически подтвердить правильность собственных действий на основании нелогичных действий других.
Пример 2:
А: Я знаю, что согласно исследованиям курение повышает риск развития рака лёгких, а значит, оно вредит вашему здоровью.
Б: Вы сами курите, поэтому ваши доводы о вреде курения неверны.
Из данного примера видно, что логичное заявление оппонента А о том, что курение (согласно исследованиям) повышает риск развития рака лёгких, а значит вредит здоровью, оспаривается оппонентом Б на основании того, что А в своей жизни сам курит. Однако корректность логического рассуждения говорящего никак не может зависеть от его личной позиции и не даёт оппоненту возможности логически подтвердить правильность собственных действий на основании нелогичных действий других.
Данный способ аргументирования относится к классу ad hominem («аргумент к человеку») и достаточно широко распространён.